# Hadena capensis
Hadena capensis är en fjärilsart som beskrevs av Embrik Strand 1917. Hadena capensis ingår i släktet Hadena och familjen nattflyn. Inga underarter finns listade i Catalogue of Life.